# Soulemanou Mandjombe
Soulemanou Mandjombe (* 3. Mai 1992 in Yaoundé) ist ein kamerunischer Fußballspieler.

## Karriere
Soulemanou Mandjombe stand von 2008 bis 2011 bei Tiko United in Kamerun unter Vertrag. Der Verein aus Tiko spielte in der ersten Liga, der Première Division. Mitte 2012 wechselte er zum Ligakonkurrenten Union Douala nach Douala. Im folgenden Jahr verpflichtete ihn New Star de Douala. Die Saison 2013/2014 stand er beim Bamboutos FC unter Vertrag. Wo er von Mitte 2014 bis Mitte 2017 gespielt hat, ist unbekannt. Im Mai 2017 ging er nach Myanmar. Hier schloss er sich Chin United an. Der Verein aus dem Chin-Staat spielte in der ersten Liga, der Myanmar National League. Ende der Saison musste der Verein in die zweite Liga absteigen. Nach dem Abstieg verließ er den Verein und wechselte zum Erstligisten Sagaing United nach Monywa.